# Corones
Les corones són una menja tradicional a diverses comarques de Catalunya i de l'Aragó, on en diuen madejas. S'elaboren amb les tripes i els intestins dels bens.
Abans era bàsic netejar a fons les tripes i els intestins dels béns, però ara es poden comprar fàcilment a les carnisseries i a les botigues de menuts. Si es fan a casa, l'estómac s'ha de netejar amb calç i amb un ganivet. Una vegada net, s'ha de coure en aigua assaonada. Es talla l'estómac a trossos i s'enrotlla l'intestí prim sobre els trossos tallats abans. Es fregeixen. També es poden cuinar al forn i, un cop ben daurades, fer una picada d'all i julivert que s'unta amb un pinzell per totes les corones. Es mengen acabades de fer.